# Campeonato NORCECA de Voleibol Masculino de 2009
O Campeonato NORCECA de Voleibol Masculino de 2009 foi a 21.ª edição do torneio organizado pela NORCECA em parceria com a Federação Porto-riquenha de Voleibol, realizado no período de 12 a 17 de outubro. Ao total, 8 equipes participaram desta edição.
Cuba conquisto seu 14º título ao vencer na final a seleção norte-americana e garantiu vaga na Copa dos Campeões de 2009. Porto Rico completou o pódio ao vencer a seleção canadense na disputa pelo terceiro lugar. O ponteiro cubano Wilfredo León foi eleito o melhor jogador do torneio.

## Seleções participantes
As seguintes seleções foram selecionadas para competir o campeonato:
| Equipe               | Última participação |
| -------------------- | ------------------- |
| Barbados             | 2007                |
| Canadá               | 2007                |
| Cuba                 | 2007                |
| Estados Unidos       | 2007                |
| México               | 2007                |
| Panamá               | 2005                |
| Porto Rico           | 2007                |
| República Dominicana | 2007                |

## Local das partidas
| Bayamón, Porto Rico     |
| Coliseo Rubén Rodríguez |
|                         |
| Capacidade: 12 000      |

## Grupos
| Grupo A              | Grupo B        |
| -------------------- | -------------- |
| Barbados             | Canadá         |
| Cuba                 | Estados Unidos |
| Porto Rico           | México         |
| República Dominicana | Panamá         |

## Formato da disputa
O torneio foi dividido em duas fases: fase classificatória e fase final.
As oito equipes participantes foram divididas em dois grupos. Ao término da primeira fase os dois primeiros colocados de cada grupo avançou para as semifinais, enquanto os segundos e terceiros colocados de cada grupo disputaram fase de quartas de finais. As equipes que ficaram em último lugar em seus respectivos grupos disputaram com as equipes derrotadas nas quartas de finais as posições do quinto ao oitavo lugar.
A fase de grupos foi jogado com um sistema de todos contra todos e as equipes foram classificadas de acordo com os seguintes critérios.
1. Maior número de partidas ganhas.
2. Maior número de pontos obtidos, que são concedidos da seguinte forma:
  - Partida com resultado final 3-0: 5 pontos para o vencedor e 0 pontos para o perdedor.
  - Partida com resultado final 3-1: 4 pontos para o vencedor e 1 pontos para o perdedor.
  - Partida com resultado final 3-2: 3 pontos para o vencedor e 2 pontos para o perdedor.
3. Proporção entre pontos ganhos e pontos perdidos (razão de pontos).
4. Proporção entre os Sets ganhos e os Sets perdidos (relação Sets).
5. Se o empate persistir entre duas equipes, a prioridade é dada à equipe que venceu a última partida entre as equipes envolvidas.
6. Se o empate persistir entre três equipes ou mais, uma nova classificação será feita levando-se em conta apenas as partidas entre as equipes envolvidas.

## Fase classificatória
|  | Classificados para as semifinais       |
|  | Classificados para as quartas de final |
|  | Disputa do 5º – 8º lugar               |

- Todas as partidas seguem o horário local (UTC−04:00).

### Grupo A
|     |                      |     | Jogos | Jogos | Jogos | Resultados | Resultados | Resultados | Resultados | Resultados | Resultados | Sets | Sets | Sets  | Pontos | Pontos | Pontos |
| Pos | Equipe               | Pts | T     | V     | D     | 3–0        | 3–1        | 3–2        | 2–3        | 1–3        | 0–3        | V    | P    | R     | V      | P      | R      |
| --- | -------------------- | --- | ----- | ----- | ----- | ---------- | ---------- | ---------- | ---------- | ---------- | ---------- | ---- | ---- | ----- | ------ | ------ | ------ |
| 1   | Cuba                 | 15  | 3     | 3     | 0     | 3          | 0          | 0          | 0          | 0          | 0          | 9    | 0    | MAX   | 225    | 146    | 1.541  |
| 2   | Porto Rico           | 10  | 3     | 2     | 1     | 2          | 0          | 0          | 0          | 0          | 1          | 6    | 3    | 2.000 | 213    | 175    | 1.217  |
| 3   | República Dominicana | 5   | 3     | 1     | 2     | 1          | 0          | 0          | 0          | 0          | 2          | 3    | 6    | 0.500 | 178    | 201    | 0.886  |
| 4   | Barbados             | 0   | 3     | 0     | 3     | 0          | 0          | 0          | 0          | 0          | 3          | 0    | 9    | 0.000 | 131    | 225    | 0.582  |

| Data   | Hora  |                      | Placar |                      | Set 1 | Set 2 | Set 3 | Set 4 | Set 5 | Total | Relatório |
| ------ | ----- | -------------------- | ------ | -------------------- | ----- | ----- | ----- | ----- | ----- | ----- | --------- |
| 12 out | 18:00 | Cuba                 | 3–0    | República Dominicana | 25–17 | 25–15 | 25–14 |       |       | 75–46 | Relatório |
| 12 out | 20:00 | Porto Rico           | 3–0    | Barbados             | 25–9  | 25–16 | 25–18 |       |       | 75–43 | Relatório |
| 13 out | 16:00 | Barbados             | 0–3    | Cuba                 | 10–25 | 11–25 | 16–25 |       |       | 37–75 | Relatório |
| 13 out | 20:00 | República Dominicana | 0–3    | Porto Rico           | 18–25 | 20–25 | 19–25 |       |       | 57–75 | Relatório |
| 14 out | 14:00 | República Dominicana | 3–0    | Barbados             | 25–18 | 25–18 | 25–15 |       |       | 75–51 | Relatório |
| 14 out | 20:00 | Porto Rico           | 0–3    | Cuba                 | 21–25 | 22–25 | 20–25 |       |       | 63–75 | Relatório |

### Grupo B
|     |                |     | Jogos | Jogos | Jogos | Resultados | Resultados | Resultados | Resultados | Resultados | Resultados | Sets | Sets | Sets  | Pontos | Pontos | Pontos |
| Pos | Equipe         | Pts | T     | V     | D     | 3–0        | 3–1        | 3–2        | 2–3        | 1–3        | 0–3        | V    | P    | R     | V      | P      | R      |
| --- | -------------- | --- | ----- | ----- | ----- | ---------- | ---------- | ---------- | ---------- | ---------- | ---------- | ---- | ---- | ----- | ------ | ------ | ------ |
| 1   | Estados Unidos | 14  | 3     | 3     | 0     | 2          | 1          | 0          | 0          | 0          | 0          | 9    | 1    | 9.000 | 249    | 178    | 1.399  |
| 2   | Canadá         | 10  | 3     | 2     | 1     | 1          | 1          | 0          | 0          | 1          | 0          | 7    | 4    | 1.750 | 257    | 228    | 1.127  |
| 3   | México         | 6   | 3     | 1     | 2     | 1          | 0          | 0          | 0          | 1          | 1          | 4    | 6    | 0.667 | 209    | 229    | 0.913  |
| 4   | Panamá         | 0   | 3     | 0     | 3     | 0          | 0          | 0          | 0          | 0          | 3          | 0    | 9    | 0.000 | 145    | 225    | 0.644  |

| Data   | Hora  |                | Placar |                | Set 1 | Set 2 | Set 3 | Set 4 | Set 5 | Total | Relatório |
| ------ | ----- | -------------- | ------ | -------------- | ----- | ----- | ----- | ----- | ----- | ----- | --------- |
| 12 out | 14:00 | Estados Unidos | 3–0    | México         | 25–15 | 28–26 | 25–16 |       |       | 78–57 | Relatório |
| 12 out | 16:00 | Canadá         | 3–0    | Panamá         | 25–13 | 25–23 | 25–19 |       |       | 75–55 | Relatório |
| 13 out | 14:00 | México         | 1–3    | Canadá         | 25–21 | 16–25 | 24–26 | 12–25 |       | 77–97 | Relatório |
| 13 out | 18:00 | Panamá         | 0–3    | Estados Unidos | 13–25 | 15–25 | 8–25  |       |       | 36–75 | Relatório |
| 14 out | 16:00 | México         | 3–0    | Panamá         | 25–19 | 25–14 | 25–21 |       |       | 75–54 | Relatório |
| 14 out | 18:00 | Estados Unidos | 3–1    | Canadá         | 21–25 | 25–17 | 25–22 | 25–21 |       | 96–85 | Relatório |

## Fase final

### Chaveamento final
|  | Quartas de final     | Quartas de final |            |   | Semifinais | Semifinais     |                |  | Final | Final |
|  |                      |                  |            |   |            |                |                |  |       |       |
|  |                      |                  |            |   |            |                |                |  |       |       |
|  |                      |                  |            |   |            |                |                |  |       |       |
|  |                      |                  |            |   |            |                |                |  |       |       |
|  |                      |                  |            |   |            |                |                |  |       |       |
|  |                      |                  |            |   |            |                |                |  |       |       |
|  | Cuba                 | 3                |            |   |            |                |                |  |       |       |
|  | Cuba                 | 3                |            |   |            |                |                |  |       |       |
|  |                      |                  | Canadá     | 0 |            |                |                |  |       |       |
|  | Canadá               | 3                | Canadá     | 0 |            |                |                |  |       |       |
|  | Canadá               | 3                |            |   |            |                |                |  |       |       |
|  | República Dominicana | 2                |            |   |            |                |                |  |       |       |
|  | República Dominicana | 2                | Cuba       | 3 |            |                |                |  |       |       |
|  |                      |                  | Cuba       | 3 |            |                |                |  |       |       |
|  |                      | Estados Unidos   | 1          |   |            |                |                |  |       |       |
|  |                      | Estados Unidos   | 1          |   |            |                |                |  |       |       |
|  |                      |                  |            |   |            |                |                |  |       |       |
|  |                      |                  |            |   |            |                |                |  |       |       |
|  | Estados Unidos       | 3                |            |   |            |                |                |  |       |       |
|  | Estados Unidos       | 3                |            |   |            |                |                |  |       |       |
|  |                      |                  | Porto Rico | 0 |            | Terceiro lugar | Terceiro lugar |  |       |       |
|  | Porto Rico           | 3                | Porto Rico | 0 |            | Terceiro lugar | Terceiro lugar |  |       |       |
|  | Porto Rico           | 3                |            |   |            |                |                |  |       |       |
|  | México               | 0                |            |   |            |                |                |  |       |       |
|  | México               | 0                | Canadá     | 2 |            |                |                |  |       |       |
|  |                      |                  |            |   |            |                |                |  |       |       |
|  | Porto Rico           | 3                |            |   |            |                |                |  |       |       |
|  | Porto Rico           | 3                |            |   |            |                |                |  |       |       |

### Chaveamento do 5º ao 8º lugar
|  | 5º – 8º lugar        | 5º – 8º lugar        |   |          | 5º lugar | 5º lugar |  |
|  |                      |                      |   |          |          |          |  |
|  |                      |                      |   |          |          |          |  |
|  | Barbados             | 1                    |   |          |          |          |  |
|  | México               | 3                    |   |          |          |          |  |
|  |                      |                      |   |          |          |          |  |
|  |                      |                      |   |          |          |          |  |
|  |                      |                      |   |          | México   | 3        |  |
|  |                      | República Dominicana | 2 |          |          |          |  |
|  |                      |                      |   |          |          |          |  |
|  |                      |                      |   |          |          |          |  |
|  |                      |                      |   |          | 7º lugar |          |  |
|  |                      |                      |   |          |          |          |  |
|  | Panamá               | 0                    |   | Barbados | 3        |          |  |
|  | República Dominicana | 3                    |   |          | Panamá   | 1        |  |

### Resultados

#### Quartas de final
| Data   | Hora  |            | Placar |                      | Set 1 | Set 2 | Set 3 | Set 4 | Set 5 | Total   | Relatório |
| ------ | ----- | ---------- | ------ | -------------------- | ----- | ----- | ----- | ----- | ----- | ------- | --------- |
| 15 out | 18:00 | Canadá     | 3–2    | República Dominicana | 21–25 | 25–22 | 21–25 | 25–23 | 15–13 | 107–108 | Relatório |
| 15 out | 20:00 | Porto Rico | 3–0    | México               | 25–15 | 25–17 | 25–20 |       |       | 75–52   | Relatório |

#### 5º – 8º lugar
| Data   | Hora  |          | Placar |                      | Set 1 | Set 2 | Set 3 | Set 4 | Set 5 | Total  | Relatório |
| ------ | ----- | -------- | ------ | -------------------- | ----- | ----- | ----- | ----- | ----- | ------ | --------- |
| 16 out | 14:00 | Barbados | 1–3    | México               | 25–21 | 18–25 | 19–25 | 27–29 |       | 89–100 | Relatório |
| 16 out | 16:00 | Panamá   | 0–3    | República Dominicana | 19–25 | 18–25 | 22–25 |       |       | 59–75  | Relatório |

#### Semifinais
| Data   | Hora  |                | Placar |            | Set 1 | Set 2 | Set 3 | Set 4 | Set 5 | Total | Relatório |
| ------ | ----- | -------------- | ------ | ---------- | ----- | ----- | ----- | ----- | ----- | ----- | --------- |
| 16 out | 18:00 | Cuba           | 3–0    | Canadá     | 25–22 | 25–16 | 25–21 |       |       | 75–59 | Relatório |
| 16 out | 20:00 | Estados Unidos | 3–0    | Porto Rico | 25–16 | 25–23 | 25–22 |       |       | 75–61 | Relatório |

#### Sétimo lugar
| Data   | Hora  |          | Placar |        | Set 1 | Set 2 | Set 3 | Set 4 | Set 5 | Total | Relatório |
| ------ | ----- | -------- | ------ | ------ | ----- | ----- | ----- | ----- | ----- | ----- | --------- |
| 17 out | 14:00 | Barbados | 3–1    | Panamá | 20–25 | 25–16 | 25–19 | 25–15 |       | 95–75 | Relatório |

#### Quinto lugar
| Data   | Hora  |        | Placar |                      | Set 1 | Set 2 | Set 3 | Set 4 | Set 5 | Total   | Relatório |
| ------ | ----- | ------ | ------ | -------------------- | ----- | ----- | ----- | ----- | ----- | ------- | --------- |
| 17 out | 16:00 | México | 3–2    | República Dominicana | 25–19 | 18–25 | 21–25 | 25–20 | 15–13 | 104–102 | Relatório |

#### Terceiro lugar
| Data   | Hora  |        | Placar |            | Set 1 | Set 2 | Set 3 | Set 4 | Set 5 | Total  | Relatório |
| ------ | ----- | ------ | ------ | ---------- | ----- | ----- | ----- | ----- | ----- | ------ | --------- |
| 17 out | 18:00 | Canadá | 2–3    | Porto Rico | 16–25 | 26–24 | 20–25 | 25–22 | 9–15  | 96–111 | Relatório |

#### Final
| Data   | Hora  |      | Placar |                | Set 1 | Set 2 | Set 3 | Set 4 | Set 5 | Total | Relatório |
| ------ | ----- | ---- | ------ | -------------- | ----- | ----- | ----- | ----- | ----- | ----- | --------- |
| 17 out | 20:00 | Cuba | 3–1    | Estados Unidos | 25–21 | 22–25 | 25–21 | 25–22 |       | 97–89 | Relatório |

## Classificação final
| Posição | Time                 |
| ------- | -------------------- |
| 1       | Cuba                 |
| 2       | Estados Unidos       |
| 3       | Porto Rico           |
| 4       | Canadá               |
| 5       | México               |
| 6       | República Dominicana |
| 7       | Barbados             |
| 8       | Panamá               |

|  | Equipe classificada para a Copa dos Campeões de 2009 |

## Premiações
| Campeonato NORCECA de 2009 |
| Cuba                       |
| -------------------------- |
| Cuba Campeã (14.º título)  |

### Individuais
Os atletas que se destacaram individualmente foramː
| - Most Valuable Player (MVP) Wilfredo León - Melhor Oposto Wilfredo León - Melhor Levantador Raydel Hierrezuelo | - Melhor Central Robertlandy Simón - Melhor Líbero Gregory Berríos |